# Óscar González
Óscar Mário González (10 de novembro de 1923, Montevidéu, Uruguai – 5 de novembro de 2006, Montevidéu, Uruguai) foi um automobilista de corridas uruguaio mais conhecido por sua participação no Grande Prêmio da Argentina de 1956 de Fórmula 1.

## Biografia
Óscar Mário González, mais conhecido como "Bocha" ou "Bochita", era um apaixonado pelo automobilismo e um grande amigo dos argentinos Juan Manuel Fangio e José Froilán González. Além de ter vencido diversas provas na América do Sul, entre elas a 1ª Copa 19 Capitais, em 1968, teve marcantes participações no Torneio Triangular Sulamericano, disputado entre 1958 e 1961, com provas na Argentina, no Brasil e no Uruguai. Em 1956, dividiu com Alberto Uria o volante de um Maserati 250F inscrito no Grande Prêmio da Argentina de Fórmula 1, largando na 13ª colocação e chegando em sexto, dez voltas atrás dos líderes. Posteriormente, foi também piloto oficial da Renault nas provas de turismo na Argentina, juntamente com Gastón Perkins, Carlos Guimarey e Juan Pedro Garcia.
González faleceu em 5 de novembro de 2006 e, em sua homenagem, a Associação Uruguaia de Pilotos (Asociación Uruguaya de Volantes) nomeou o Grande Prêmio de Piriápolis daquele ano Grande Prêmio Óscar Mário González.